# Prinsbisdom Halberstadt
Het prinsbisdom Halberstadt (Duits: Hochstift Halberstadt) was een geestelijk vorstendom in het Heilige Roomse Rijk. Het Prinsbisdom bestond uit de gebieden die onder het wereldlijke gezag van de bisschop van Halberstadt stonden.